# Hans Tausens Kirke (Københavns Kommune)
 For alternative betydninger, se Hans Tausens Kirke. (Se også artikler, som begynder med Hans Tausens Kirke)
Hans Tausens Kirke ligger på Halfdansgade på Amager.

## Historie
Kirkens arkitekter var Fredrik Appel og Kristen Gording.

## Kirkebygningen
- Hans_Tausens_Kirke
- Hans_Tausens_Kirke
- Dør i tårnet
- Indgang

## Interiør
- Interior.
- Interior viewed from quire.
- Quire
- Interior. Across.

### Alter
- Alter
- Alterbord

### Prædikestol
- Prædikestol

### Døbefont
- Døbefont

### Orgel
- Orgel

## Skibsmodel
- Skibsmodel

### Literatur
- Storbyens virkeliggjorte længsler ved Anne-Mette Gravgaard. Kirkerne i København og på Frederiksberg 1860-1940. Foreningen til Gamle Bygningers Bevaring 2001. ISBN 87-87546-18-3
- De danske Kirker, redigeret af Erik Horskjær. Bind 1, Storkøbenhavn. G.E.C. Gads Forlag, 1969-1971. ISBN 87-12-17550-1

## Eksterne kilder og henvisninger
- Hans Tausens Kirke hos KortTilKirken.dk